# Liga a II-a 2010-2011
Sezonul 2010-2011 a fost cel de-al 71-lea sezon al Ligii a II-a. Sezonul a debutat la data de 28 august 2010, la acesta au participat 32 de echipe divizate în două serii de 16 echipe. Reducerea numărului de echipe face parte dintr-un plan mai amplu de restructurare a primelor trei ligi din sistemul fotbalului românesc. Acest plan va duce la o divizie secundă cu o singură serie compusă din 20-22 de echipe începând cu sezonul 2014-2015.
Echipa Petrolul Ploiești a jucat din sezonul acesta în seria de Vest, iar în locul său în seria de Est a jucat CS Otopeni, invers față de sezonul anterior.
Echipele Politehnica Iași și FC Baia Mare au fost excluse înainte de începerea sezonului alături de Farul Constanța și Arieșul Turda, la data de 19 august 2010 din cauza neîndeplinirii condițiilor de participare în Liga a II-a ale FRF. Ulterior s-a revenit asupra deciziei în cazul ultimelor două, în urma recursului făcut de acestea. De asemenea clubul Internațional Curtea de Argeș și-a anunțat retragerea din campionat încă de la începutul lunii august. Astfel, în locul acestora, deși retrogradate la finalul sezonului precedent, au rămas în Liga a II-a echipele Dinamo II București și Mureșul Deva, precum și ACSMU Politehnica Iași, echipă formată prin fuziunea dintre Tricolorul Breaza și Navobi Iași.
Pe parcursul sezonului echipele Silvania Șimleu Silvaniei și Minerul Lupeni s-au retras din campionat, ultima din cauza problemelor financiare.

## Promovări și retrogradări
În componența celor două serii ale ligii secunde s-au produs schimbări complexe. Numărul de echipe din fiecare s-a schimbat de la 18 la doar 16. La finalul sezonului 2009-2010 din fiecare serie au promovat în Liga I câte două echipe, iar câte cinci din fiecare serie trebuiau să retrogradeze în Liga a III-a, urmând să fie înlocuite din noul sezon cu campioanele celor șase serii ale Ligii a III-a și cele patru echipe retrogradate din Liga I.
Dar deoarece două dintre echipele retrogradate din Liga I 2009-2010 s-au desființat în intersezon, Internațional Curtea de Argeș și Politehnica Iași care nu a primit licență, s-a ajuns în situația ca numai patru echipe să retrogradeze din fiecare serie a Ligii a II-a 2009-2010, în loc de cinci cum era planificat. FC Baia Mare, care la finaul sezonului 2009-2010 terminase pe locul 8 în Seria a II-a, neretrogradabil, nu a primit licență pentru a continua în Liga a II-a și a fost și aceasta retrogradată. FCM Bacău fusese exclusă în returul sezonului precedent din Seria I pentru două neprezentări consecutive. Astfel au retrogradat în total cinci echipe din Seria a II-a, cele patru de pe ultimele poziții și FC Baia Mare, și doar trei din Seria I, ultimele două clasate și FCM Bacău, locul 12. Au fost păstrate din Seria I: Dinamo II și Tricolorul Breaza, repsectiv Mureșul Deva din Seria a II-a.
Pentru a suplini locul eliberat prin retrogradarea echipei FC Baia Mare, a fost mutată în Seria a II-a Tricolorul Breaza, care apoi s-a transformat prin fuziune în ACSMU Politehnica Iași.
Echipe retrogradate în Liga a III-a 2010-11
- Seria I: FCM Bacău, Cetatea Suceava, CSM Râmnicu Sărat
- Seria a II-a: FC Baia Mare, Fortuna Covaci, Jiul Petroșani, Drobeta-Turnu Severin, CFR Timișoara

Dintre care echipe care s-au retras pe parcursul sezonului
- Cetatea Suceava, Jiul Petroșani, Drobeta-Turnu Severin

Echipe promovate din Liga a III-a 2009-10
- Campioanele celor 6 serii: CF Brăila, Viitorul Constanța, Juventus București, Alro Slatina, ACU Arad, Voința Sibiu

Echipe retrogradate din Liga I 2009-10
- Internațional Curtea de Argeș (desființată), Politehnica Iași (exclusă), Ceahlăul Piatra Neamț, Unirea Alba Iulia

## Seria I (Est)

### Echipe și stadioane
| Club                  | Localitate   | Stadion            | Capacitate |
| --------------------- | ------------ | ------------------ | ---------- |
| Astra Giurgiu         | Giurgiu      | Marin Anastasovici | 7.000      |
| Botoșani              | Botoșani     | Municipal          | 12.000     |
| Brăila                | Brăila       | Municipal          | 20.000     |
| Ceahlăul Piatra Neamț | Piatra Neamț | Ceahlăul           | 18.000     |
| Concordia Chiajna     | Chiajna      | Concordia          | 5.000      |
| Delta Tulcea          | Tulcea       | Delta              | 12.000     |
| Dinamo II București   | București    | Florea Dumitrache  | 1.500      |
| Dunărea Galați        | Galați       | Dunărea            | 23,000     |
| Farul Constanța       | Constanța    | Farul              | 15.500     |
| Gloria Buzău          | Buzău        | Municipal          | 18.000     |
| Juventus București    | București    | Juventus           | 8.000      |
| Otopeni               | Otopeni      | Otopeni            | 1.200      |
| Săgeata Năvodari      | Năvodari     | Petromidia         | 5.000      |
| Snagov                | Snagov       | Snagov             | 2.000      |
| Steaua II București   | București    | Steaua II          | 500        |
| Viitorul Constanța    | Constanța    | Ovidiu             | 1.000      |

### Clasament
Săgeata Năvodari a fost declarată inițial neeligibilă pentru promovare, dar a primit licența pentru Liga I după recurs. La finalul sezonului, Federația Română  de Fotbal a decis că pentru ultimul loc rămas liber în Liga I se va juca un baraj de promovare între ocupanta locului trei în seria I, Săgeata Năvodari, și Voința Sibiu, ocupanta locului patru în seria a II-a.
Viitorul Constanța, Dinamo II și Steaua II nu au primit dreptul de a promova în Liga I. Viitorul Constanța exista de mai puțin de trei ani de existență și, prin urmare, FRF a hotărât că este neeligibilă pentru promovare, iar Dinamo II și Steaua II sunt echipele secunde ale cluburilor de primă ligă, Steaua și Dinamo.
La finalul campionatului, în urma procesului de licențiere, Farul Constanța, Gloria Buzău și Juventus București nu au primit licența pentru Liga a II-a, sezonul 2011 – 2012 și au fost retrogradate în Liga a III-a. La data de 8 iulie 2011 s-a decis ca CF Brăila să nu mai retrogradeze deoarece Unirea Urziceni, club ce retrogradase din Liga I, s-a desființat și nu s-a mai înscris în nicio competiție pentru sezonul 2012-2013. Ulterior, Farul Constanța, Gloria Buzău și Juventus București au fost de asemenea incluse în componența ligii secunde a sezonului următor.
| Poz | Echipa             | MJ | V  | E  | Î  | GM | GP | G   | Pct | Promovare sau retrogradare         |
| --- | ------------------ | -- | -- | -- | -- | -- | -- | --- | --- | ---------------------------------- |
| 1   | Ceahlăul (C)       | 30 | 20 | 7  | 3  | 65 | 23 | +42 | 67  | Promovare în Liga I                |
| 2   | Chiajna (P)        | 30 | 17 | 10 | 3  | 48 | 27 | +21 | 61  | Promovare în Liga I                |
| 3   | Team Săgeata⁠(d)    | 30 | 18 | 4  | 8  | 49 | 27 | +22 | 58  | Calificare la barajul de promovare |
| 4   | Delta Tulcea       | 30 | 17 | 4  | 9  | 50 | 37 | +13 | 55  |                                    |
| 5   | Dunărea Galați     | 30 | 13 | 9  | 8  | 44 | 26 | +18 | 48  |                                    |
| 6   | Otopeni            | 30 | 14 | 4  | 12 | 35 | 38 | −3  | 46  |                                    |
| 7   | Botoșani           | 30 | 12 | 6  | 12 | 48 | 46 | +2  | 42  |                                    |
| 8   | FCV Farul          | 30 | 10 | 11 | 9  | 37 | 37 | 0   | 41  |                                    |
| 9   | Astra II           | 30 | 11 | 8  | 11 | 42 | 44 | −2  | 41  |                                    |
| 10  | Gloria Buzău       | 30 | 9  | 11 | 10 | 33 | 34 | −1  | 38  |                                    |
| 11  | Voința Snagov      | 30 | 11 | 4  | 15 | 36 | 52 | −16 | 37  |                                    |
| 12  | Dinamo II          | 30 | 9  | 7  | 14 | 30 | 44 | −14 | 34  |                                    |
| 13  | Farul              | 30 | 8  | 6  | 16 | 27 | 45 | −18 | 30  |                                    |
| 14  | Steaua II (R)      | 30 | 7  | 6  | 17 | 29 | 48 | −19 | 27  | Retrogradare în Liga a III-a       |
| 15  | CF Brăila          | 30 | 5  | 6  | 19 | 28 | 47 | −19 | 21  | Salvate de la retrogradare         |
| 16  | Juventus București | 30 | 4  | 7  | 19 | 26 | 52 | −26 | 19  | Salvate de la retrogradare         |

Sursa: FRF
Reguli de clasare: 
1) puncte; 2) diferența de goluri; 3) goluri marcate.
POZ = Poziția în clasament; (C) = Campioană; (R) = Retrogradată; (P) = Promovată; (E) = Eliminată; (O) = Câștigătoare de play-off; (A) = Avansează în runda următoare. 
Aplicabil doar când sezonul nu este terminat: 
(Q) = Calificare în faza competiției indicată; (TQ) = Calificare în competiție, dar încă nu în faza indicată; (RQ) = Calificată în competiția de retrogradare indicată; (DQ) = Descalificată din competiție.

### Rezultate
| Acasă \ Deplasare[1] | Astra 2 | Botoșani | Brăila | Ceahlăul | Concordia | Delta | Dinamo 2 | Dunărea Galați | Farul | Gloria Buzău scurt | Juventus București | Otopeni | Snagov | Steaua 2 | Săgeata | Viitorul |
| Astra II             |         | 2–1      | 2–1    | 1–3      | 1–1       | 2–0   | 1–4      | 0–0            | 3–1   | 1–0                | 1–0                | 4–1     | 1–1    | 3–1      | 2–3     | 2–3      |
| Botoșani             | 2–1     |          | 5–1    | 0–1      | 0–1       | 3–7   | 5–0      | 2–1            | 1–2   | 0–0                | 3–0                | 3–1     | 5–0    | 3–1      | 2–1     | 2–2      |
| Brăila               | 1–2     | 1–1      |        | 1–3      | 2–2       | 2–3   | 5–2      | 0–2            | 0–1   | 0–0                | 1–0                | 1–1     | 2–0    | 3–0      | 1–2     | 0–0      |
| Ceahlăul             | 3–1     | 2–0      | 4–0    |          | 1–0       | 5–2   | 0–0      | 1–3            | 2–0   | 2–1                | 3–0                | 2–0     | 4–0    | 0–1      | 2–0     | 1–0      |
| Concordia            | 1–1     | 1–0      | 1–0    | 2–1      |           | 1–0   | 2–0      | 2–1            | 1–0   | 3–0                | 2–1                | 4–0     | 1–1    | 3–2      | 2–2     | 2–1      |
| Delta                | 1–0     | 1–2      | 1–0    | 1–4      | 3–1       |       | 4–3      | 1–1            | 2–2   | 1–1                | 2–1                | 1–0     | 3–0    | 3–0      | 1–0     | 1–1      |
| Dinamo II            | 3–0     | 0–1      | 1–0    | 1–2      | 0–3       | 0–1   |          | 0–0            | 3–0   | 2–0                | 1–1                | 2–0     | 1–3    | 1–0      | 1–0     | 0–2      |
| Dunărea              | 3–3     | 2–0      | 2–0    | 2–2      | 0–0       | 0–2   | 2–0      |                | 1–0   | 1–0                | 4–0                | 2–1     | 3–0    | 2–3      | 3–0     | 4–0      |
| Farul                | 0–3     | 1–1      | 2–3    | 1–5      | 0–1       | 0–3   | 0–0      | 0–0            |       | 1–0                | 2–0                | 1–0     | 2–1    | 2–0      | 2–1     | 0–0      |
| Gloria               | 0–0     | 1–1      | 1–0    | 1–1      | 2–2       | 0–1   | 1–0      | 0–0            | 3–2   |                    | 2–2                | 1–0     | 3–1    | 3–2      | 1–2     | 2–0      |
| Juventus             | 2–0     | 0–1      | 1–1    | 1–3      | 2–3       | 3–2   | 2–2      | 0–1            | 1–1   | 2–1                |                    | 3–0     | 0–2    | 1–1      | 0–2     | 0–2      |
| Otopeni              | 1–0     | 4–1      | 1–0    | 1–1      | 1–1       | 1–0   | 4–0      | 1–0            | 3–2   | 2–2                | 2–1                |         | 2–1    | 1–0      | 1–0     | 2–1      |
| Sportul Snagov       | 1–2     | 4–1      | 1–0    | 0–4      | 2–1       | 0–1   | 1–1      | 3–2            | 3–1   | 2–3                | 2–1                | 1–0     |        | 1–0      | 2–0     | 0–0      |
| Steaua II            | 2–2     | 1–2      | 1–0    | 0–0      | 1–1       | 0–3   | 0–0      | 2–2            | 1–0   | 0–2                | 1–0                | 1–2     | 4–2    |          | 0–1     | 0–2      |
| Săgeata Năvodari     | 3–0     | 4–0      | 3–1    | 1–1      | 0–1       | 3–0   | 4–0      | 1–0            | 1–0   | 1–0                | 3–0                | 1–0     | 2–0    | 3–2      |         | 2–0      |
| Viitorul             | 1–1     | 2–0      | 2–1    | 2–2      | 2–2       | 1–0   | 0–2      | 2–0            | 3–1   | 2–2                | 1–1                | 1–2     | 2–1    | 0–2      | 2–2     |          |

Sursa: FRF.ro
1Echipa gazdă este listată în coloana din stânga.
Culori: Albastru = gazda e câștigătoare; Galben = egal; Roșu = oaspeții sunt câștigători.

### Top marcatori
| Loc | Jucători         | Club                         | Goluri |
| --- | ---------------- | ---------------------------- | ------ |
| 1   | Alexandru Chițu  | Săgeata Năvodari             | 22     |
| 2   | Cristinel Gafița | Ceahlăul Piatra Neamț        | 17     |
| 3   | Eugeniu Cebotaru | Ceahlăul Piatra Neamț        | 14     |
| 4   | Ștefan Ciobanu   | Delta Tulcea/Farul Constanța | 13     |
| 5   | Nelu Bucă        | Brăila/Dinamo II București   | 12     |
| 5   | Marius Jianu     | Săgeata Năvodari             | 12     |

## Seria a II-a (Vest)

### Echipe și stadioane
| Club                      | Localitate       | Stadion              | Capacitate |
| ------------------------- | ---------------- | -------------------- | ---------- |
| ACSMU Politehnica Iași    | Iași             | Emil Alexandrescu    | 11.390     |
| ACU Arad                  | Arad             | Motorul              | 5.000      |
| Alro Slatina              | Slatina          | Metalurgistul        | 4.000      |
| Arieșul Turda             | Turda            | Municipal            | 10,000     |
| Argeș Pitești             | Pitești          | Nicolae Dobrin       | 15.000     |
| Bihor Oradea              | Oradea           | Iuliu Bodola         | 18.000     |
| Gaz Metan CFR Craiova     | Craiova          | CFR                  | 3.000      |
| Mioveni                   | Mioveni          | Orășenesc            | 10.000     |
| Mureșul Deva              | Deva             | Cetate               | 4.000      |
| Petrolul Ploiești         | Ploiești         | Conpet               | 730        |
| Râmnicu Vâlcea            | Râmnicu Vâlcea   | Municipal            | 12.000     |
| Silvania Șimleu Silvaniei | Șimleu Silvaniei | Măgura               | 4.000      |
| Unirea Alba Iulia         | Alba Iulia       | Cetate               | 18.000     |
| UTA Arad                  | Arad             | Francisc von Neumann | 7.287      |
| Voința Sibiu              | Sibiu            | Municipal            | 14.000     |

### Clasament
Bihor Oradea nu aprimit licența pentru Liga I, sezonul 2012-2013 din cauza datoriilor acumulate., iar în locul echipei bihorene a promovat echipa de pe locul trei , CS Mioveni. La finalul sezonului, Federația Română de Fotbal a decis că pentru ultimul loc rămas liber în Liga I se va juca un baraj de promovare între ocupanta locului patru în seria a II-a, Voința Sibiu și Săgeata Năvodari, ocupanta locului trei în seria I.
UTA Arad și Silvania Șimleu Silvaniei nu au primit, din partea FRF, dreptul de a promova în Liga I, datorită faptului că au mai puțin de trei sezoane de existenă. UTA Arad a mai primit și o penalizare de douăsprezece puncte datorită datoriilor internaționale neplătite, iar Silvania Șimleu Silvaniei s-a retras din campionat în retur și a pierdut meciurile rămase de dispuat cu 3-0.
Minerul Lupeni s-a retras în timpul sezonului din cauza dificultăților financiare.
| Poz | Echipa               | MJ | V  | E | Î  | GM | GP | G   | Pct | Promovare sau retrogradare         |
| --- | -------------------- | -- | -- | - | -- | -- | -- | --- | --- | ---------------------------------- |
| 1   | Petrolul (C)         | 28 | 18 | 5 | 5  | 46 | 22 | +24 | 59  | Promovare în Liga I                |
| 2   | FC Bihor             | 28 | 17 | 7 | 4  | 43 | 20 | +23 | 58  |                                    |
| 3   | Mioveni (P)          | 28 | 17 | 6 | 5  | 43 | 19 | +24 | 57  | Promovare în Liga I                |
| 4   | Voința (P)           | 28 | 14 | 8 | 6  | 36 | 17 | +19 | 50  | Calificare la barajul de promovare |
| 5   | Olt Slatina          | 28 | 14 | 6 | 8  | 46 | 26 | +20 | 48  |                                    |
| 6   | ACSMU                | 28 | 14 | 5 | 9  | 41 | 30 | +11 | 47  |                                    |
| 7   | Râmnicu Vâlcea       | 28 | 11 | 3 | 14 | 35 | 39 | −4  | 36  |                                    |
| 8   | UTA Arad             | 28 | 13 | 8 | 7  | 48 | 36 | +12 | 35  |                                    |
| 9   | Arieșul Turda        | 28 | 8  | 9 | 11 | 26 | 31 | −5  | 33  |                                    |
| 10  | Gaz Metan CFR        | 28 | 8  | 7 | 13 | 36 | 39 | −3  | 31  |                                    |
| 11  | Unirea Alba Iulia    | 28 | 8  | 6 | 14 | 22 | 35 | −13 | 30  |                                    |
| 12  | Argeș                | 28 | 8  | 5 | 15 | 27 | 40 | −13 | 29  |                                    |
| 13  | Mureșul Deva         | 28 | 7  | 5 | 16 | 31 | 48 | −17 | 26  |                                    |
| 14  | ACU Arad (R)         | 28 | 6  | 7 | 15 | 18 | 36 | −18 | 25  | Retrogradare în Liga a III-a       |
| 15  | Șimleu Silvaniei (R) | 28 | 3  | 1 | 24 | 9  | 69 | −60 | 10  | Retrogradare în Liga a III-a       |
| 16  | Minerul Lupeni (R)   | 0  | 0  | 0 | 0  | 0  | 0  | 0   | 0   | Retrogradare în Liga a III-a       |

Sursa: FRF
Reguli de clasare: 
1) puncte; 2) diferența de goluri; 3) goluri marcate.
POZ = Poziția în clasament; (C) = Campioană; (R) = Retrogradată; (P) = Promovată; (E) = Eliminată; (O) = Câștigătoare de play-off; (A) = Avansează în runda următoare. 
Aplicabil doar când sezonul nu este terminat: 
(Q) = Calificare în faza competiției indicată; (TQ) = Calificare în competiție, dar încă nu în faza indicată; (RQ) = Calificată în competiția de retrogradare indicată; (DQ) = Descalificată din competiție.

### Rezultate
| Acasă \ Deplasare[1] | ACU Arad | Alro | Argeș | Arieșul | Bihor | Dacia | Gaz Metan CFR scurt | Minerul | Mureșul | Petrolul | ACSMU Poli Iași | Râmnicu Vâlcea | Silvania | Unirea Alba Iulia | UTA scurt | Voința |
| ACU                  |          | 0–0  | 0–3   | 2–0     | 0–1   | 0–1   | 1–1                 |         | 1–1     | 0–1      | 1–0             | 2–0            | 3–0      | 3–2               | 0–0       | 0–2    |
| Alro                 | 1–0      |      | 2–0   | 3–1     | 2–2   | 0–2   | 2–1                 |         | 5–1     | 2–1      | 3–0             | 5–0            | 3–0      | 0–1               | 2–0       | 3–2    |
| Argeș                | 1–0      | 1–0  |       | 1–2     | 1–1   | 0–1   | 1–1                 |         | 3–0     | 0–1      | 1–2             | 4–2            | 2–1      | 0–1               | 0–2       | 1–1    |
| Arieșul              | 0–0      | 0–0  | 2–0   |         | 0–2   | 3–5   | 2–2                 |         | 2–0     | 1–1      | 1–0             | 0–0            | 3–0      | 0–0               | 3–0       | 1–0    |
| Bihor                | 5–1      | 2–1  | 1–0   | 0–0     |       | 0–2   | 3–1                 |         | 2–0     | 0–0      | 2–1             | 1–1            | 3–0      | 2–0               | 0–0       | 0–0    |
| Dacia                | 3–1      | 2–1  |       | 1–0     | 0–1   |       | 1–0                 |         | 2–0     | 2–0      | 1–1             | 1–0            | 2–0      | 4–0               | 3–3       | 0–0    |
| Gaz Metan            | 2–0      | 0–3  | 3–0   | 1–1     | 2–4   | 3–0   |                     |         | 3–1     | 1–1      | 1–0             | 2–0            | 0–3      | 1–2               | 4–1       | 0–0    |
| Minerul              |          |      |       |         |       |       |                     |         |         |          |                 |                |          |                   |           |        |
| Mureșul              | 2–1      | 1–1  | 1–1   | 3–2     | 2–3   | 0–0   | 1–2                 |         |         | 0–2      | 2–3             | 2–1            | 3–0      | 3–0               | 1–0       | 0–1    |
| Petrolul             | 2–0      | 2–0  | 5–0   | 2–0     | 1–0   | 3–1   | 1–1                 |         | 2–1     |          | 1–1             | 2–0            | 3–0      | 2–0               | 3–2       | 1–0    |
| Iași                 | 2–0      | 0–0  | 2–1   | 1–0     | 0–2   | 2–1   | 1–0                 |         | 2–0     | 3–1      |                 | 0–2            | 2–0      | 4–0               | 2–2       | 2–0    |
| Râmnicu Vâlcea       | 1–2      | 1–0  | 3–0   | 0–1     | 2–1   | 0–2   | 1–0                 |         | 2–0     | 1–2      | 3–1             |                | 3–0      | 2–0               | 4–2       | 1–2    |
| Silvania             | 0–0      | 0–3  | 0–3   | 1–0     | 1–2   | 0–3   | 0–3                 |         | 0–3     | 0–3      | 0–3             | 0–3            |          | 0–3               | 1–3       | 0–3    |
| Unirea               | 0–0      | 1–2  | 1–2   | 0–0     | 0–1   | 1–0   | 1–0                 |         | 0–0     | 3–0      | 2–0             | 1–1            | 1–2      |                   | 1–1       | 1–2    |
| UTA                  | 1–0      | 5–2  | 1–0   | 4–1     | 2–1   | 0–0   | 2–1                 |         | 3–2     | 2–3      | 2–2             | 4–0            | 3–0      | 2–0               |           | 1–0    |
| Voința               | 4–0      | 0–0  | 1–1   | 2–0     | 0–1   | 0–0   | 3–1                 |         | 4–1     | 1–0      | 2–1             | 2–1            | 3–0      | 1–0               | 0–0       |        |

Sursa: FRF.ro
1Echipa gazdă este listată în coloana din stânga.
Culori: Albastru = gazda e câștigătoare; Galben = egal; Roșu = oaspeții sunt câștigători.

### Top marcatori
| Locul | Jucător                | Club                  | Goluri |
| ----- | ---------------------- | --------------------- | ------ |
| 1     | Adrian Voiculeț        | UTA Arad              | 19     |
| 2     | Adrian Mărkuș          | Bihor Oradea          | 12     |
| 3     | Laurențiu Boroiban     | Gaz Metan CFR Craiova | 11     |
| 3     | Daniel Oprița          | Petrolul Ploiești     | 11     |
| 3     | Claudiu Ionescu        | Mioveni               | 11     |
| 4     | Cătălin-Valentin Bucur | Arieșul Turda         | 10     |
| 4     | Roberto Ayza           | Mioveni               | 10     |

## Baraj de promovare
La finalul sezonului, Federația Română de Fotbal a decis că pentru ultimul loc rămas liber în Liga I se va juca un baraj de promovare între ocupanta locului trei în seria I, Săgeata Năvodari și Voința Sibiu, ocupanta locului patru în seria a II-a.. Voința Sibiu a devenit a cincea echipă promovată după ce a câștigat cu 2–0 la general.
| 2 iulie 2011Tur | Săgeata Năvodari | 0 – 0   | Voința Sibiu | Năvodari                                                                 |  |
| 18:30           |                  | Cronica |              | Stadion: Petromidia Spectatori: 5.000 (approx.) Arbitru: Alexandru Tudor |  |

| 6 iulie 2011Retur | Voința Sibiu              | 2 – 0   | Săgeata Năvodari | Sibiu                                                                     |  |
| 18:00             | Forika 36' Martinescu 89' | Cronica |                  | Stadion: Municipal Spectatori: 13.500 (aprox.) Arbitru: Alexandru Deaconu |  |